# František Kučera
Pour les articles homonymes, voir Kucera.
František Kučera (né le 3 février 1968 à Prague en Tchécoslovaquie) est un joueur professionnel de hockey sur glace qui jouait au poste de défenseur. Il a évolué pour le HC Sparta Prague, le Dukla Jihlava, les Blackhawks de Chicago, les Whalers de Hartford, les Canucks de Vancouver, les Flyers de Philadelphie, les Blue Jackets de Columbus, les Penguins de Pittsburgh, les Capitals de Washington et le HC Slavia Prague.

## Carrière
Il est repêché par les Black Hawks au repêchage d'entrée dans la LNH 1986 et y joue partiellement pendant quatre ans avant d'être échangé aux Whalers. Il joue aussi pour les Canucks et les Flyers avant de revenir jouer en République tchèque au terme de la saison 1996-1997 de la LNH.
Trois ans plus tard, après un titre de champion de Tchéquie obtenu avec le Sparta, Kučera repart en Amérique du Nord pour signer un contrat avec les Blue Jackets. Il est cédé aux Penguins au milieu de la saison, puis par la suite aux Capitals en compagnie de Jaromír Jágr. Au bout d'une saison chez les Caps, il retourne de nouveau en Tchéquie, cette fois au Slavia de Prague avec qui il remporte le titre de champion, le premier de l'histoire du club.
Au niveau international, Kučera remporte la médaille d'or aux Jeux olympiques d'hiver de 1998 à Nagano et aux Championnats du monde de 1999 et 2000. Il est aussi élu meilleur défenseur des championnats du monde de 1998 et 1999.